# Plexippoides nishitakensis
Plexippoides nishitakensis là một loài nhện trong họ Salticidae.
Loài này thuộc chi Plexippoides. Plexippoides nishitakensis được Embrik Strand miêu tả năm 1907.